# بيتر بير
بيتر بير (بالإنجليزية: Peeter Pere)‏ (ولد في 15 يونيو 1957 في تارتو) وهو مهندس معماري وفنان إستوني بارز.
من عام 1975 درس بيتر في المعهد الوطني للفنون في استونيا (أكاديمية الفنون الاستونية اليوم) في قسم الهندسة المعمارية. تخرج من المعهد في عام 1980.
من عام 1980 إلى عام 1993 عمل بيتر في مكتب التصميم الصناعي للدولة (التصميم الصناعي الإستوني). من عام 1994 عمل في المكاتب المعمارية اف وبي، بير ومورو وكمهندس معماري مستقل.
أهم الأعمال التي قام بها بيتر هي مكتبة بيسكالا، ومركز الترفيه في هابيرست، والمساكن الاجتماعية في ليزنيمي ومبنى سكني في مارجيمي. بالإضافة إلى ذلك شارك بيتر بنجاح في العديد من المسابقات المعمارية. وتشمل إبداعاته الفنية اللوحات والمنشآت. بيتر عضو في اتحاد المهندسين المعماريين الإستونيين.

## أعماله
- مستودع جولفويل في لاغري، 2002 (مع أورماس مورو)

- السكن الاجتماعي في لازنامي، 2003 (مع أورماس مورو)

- منزل عائلة واحدة في كيلي، 2004 (مع أورماس مورو)

- منزل لأسرة واحدة في تاباسالو، 2004 (مع أورماس مورو)

- مكتبة بيسكالا، 2005 (مع أورماس مورو)

- مبنى سكني في تارتو ، 2006 (مع أورماس مورو)

- بيت الألمنيوم، 2007 (مع أورماس مورو)

- مركز هابيريست الترفيهي، 2007 (مع أورماس مورو)

- المطبخ الصيفي والساونا في جنوب إستونيا، 2008 (مع أورماس مورو، ريت فيغيبو)

- المباني السكنية في تالين ، 2008 (مع أورماس مورو، ريت فيغيبو)